# Martul (Castroncelos)
Martul es una aldea española situada en la parroquia de Castroncelos, del municipio de Puebla del Brollón, en la provincia de Lugo, Galicia.

## Geografía
Está situado a 493 m sobre el nivel del mar.

## Demografía
| Gráfica de evolución demográfica de Martul entre 2000 y 2019 |
|                                                              |
| Datos según el nomenclátor publicado por el INE.             |